# 使用済小型電子機器等の再資源化の促進に関する法律
使用済小型電子機器等の再資源化の促進に関する法律（しようずみこがたでんしききとうのさいしげんかのそくしんにかんするほうりつ、平成24年8月10日法律第57号）は、日本における循環型社会形成を推進する法律のうち、小型の家電電子機器等の廃棄物の排出抑制、分別収集、リサイクル等に関する法律である。小型家電リサイクル法とも呼ばれる。
2012年（平成24年）8月10日に公布され、2013年4月1日に施行された。

## 主務官庁
- 経済産業省イノベーション・環境局GXグループ資源循環経済課
- 環境省環境再生・資源循環局総務課リサイクル推進室

## 制定の背景
携帯電話、デジタルカメラ、携帯音楽プレイヤーやゲーム機器などの小型家庭用電子機器は、急速な普及を見せ、質的、量的にも金属、希土資源の使用量が増大するとともに、電子技術の高度化に伴い機器の電子素子に使用される金属、希土類もレアメタル、レアアースと呼ばれるものが多用されるなどしている。
小型家庭用電子機器は大量生産、大量消費される一方でブームの廃れや機種の更新、世代交替などにより、大量廃棄される現状も存在する。
貴金属やレアメタル等が、生産、流通から廃棄までのあいだ、製品として市中に流通している状況を比喩して都市鉱山と言うが、こういった希少資源を有効に回収し再資源化を図るとともに、埋立処分場の延命、含有される有害金属の適切な処理、および違法な回収業者による不適切な廃棄を原因とする国内外の環境汚染の防止などを企図している。

## 対象となる小型電子機器等
同法における「小型電子機器等」とは、次に掲げるもののうち、一般消費者が通常生活の用に供する電気機械器具であるものに限るものとし、これらの附属品（ACアダプターや充電器など。）を含むとされている。
- 電話機、ファクシミリ装置その他の有線通信機械器具
- 携帯電話端末、PHS端末その他の無線通信機械器具
- ラジオ受信機及びテレビジョン受信機（家電リサイクル法の対象となるものを除く。）
- デジタルカメラ、ビデオカメラ、ディー・ブイ・ディー・レコーダーその他の映像用機械器具
- デジタルオーディオプレーヤー、ステレオセットその他の電気音響機械器具
- パーソナルコンピュータ（パソコンリサイクル法の適用対象でもある）
- 磁気ディスク装置、光ディスク装置その他の記憶装置
- プリンターその他の印刷装置
- ディスプレイ（パソコンリサイクル法の適用対象でもある）その他の表示装置
- 電子書籍端末
- 電動ミシン
- 電気グラインダー、電気ドリルその他の電動工具
- 電子式卓上計算機その他の事務用電気機械器具
- ヘルスメーターその他の計量用又は測定用の電気機械器具
- 電動式吸入器その他の医療用電気機械器具
- フィルムカメラ
- ジャー炊飯器、電子レンジその他の台所用電気機械器具（家電リサイクル法の対象となる冷蔵庫、冷凍庫などを除く。）
- 扇風機、電気除湿機その他の空調用電気機械器具（家電リサイクル法の対象となるエアコンなどを除く。）
- 電気アイロン、電気掃除機その他の衣料用又は衛生用の電気機械器具（家電リサイクル法の対象となる洗濯機、衣類乾燥機などを除く。）
- 電気こたつ、電気ストーブその他の保温用電気機械器具
- ヘアドライヤー、電気かみそりその他の理容用電気機械器具
- 電気マッサージ器
- ランニングマシンその他の運動用電気機械器具
- 電気芝刈機その他の園芸用電気機械器具
- 蛍光灯器具その他の電気照明器具
- 電子時計及び電気時計
- 電子楽器及び電気楽器
- ゲーム機その他の電子玩具及び電動式玩具

このように家電製品全般にわたるように法律上は指定されているが、実際に同法の対象とする品目は自治体がそれぞれ独自に決定するものであるため、必ずしもこれら全種類の製品が同法の対象となるわけではない。

## 制度のしくみ
家電リサイクル法とは異なり、次の事項を各自治体において独自に定め、各自治体において実施することとされている。
- 回収・リサイクルの対象品目
- 回収・リサイクルの具体的方法
例として、自治体関連施設や家電販売店などにおける回収ボックスの設置など。
- リサイクル料金の負担
自治体において独自に料金を定めるとされるが、無料の場合もある。

このように、各自治体において独自の取り組みが促されている。また、既存の、自治体における粗大ごみの回収制度との間で、回収品目的にも重複する部分があるが、整合性についても各自治体において取り計らうこととなる。（粗大ごみは有料回収としている事が多い）
各自治体により状況は異なるが、粗大ごみ収集の対象外であり、レアメタル等を回収・資源化が効率的に期待される次のような品目を無料回収としている所が多い。
- 携帯電話
- PHS
- デジタルカメラ
- ビデオカメラ
- ポータブル音楽プレーヤー
- ポータブルDVDプレーヤー
- 携帯用ラジオ
- 携帯型テレビ
- 小型ゲーム機
- 電子辞書
- 電卓
- HDD
- リモコン
- 電子機器付属品（ACアダプター、充電機器、コード、ケーブル類）

## 構成
- 主文
- 附則